# アンギラの旗
イギリスの海外領土であるアンギラの旗は、1990年5月30日に制定された。左上部分（カントン）にユニオンジャックの入ったブルー・エンサインと呼ばれる旗をもととし、アンギラの紋章を右側に配している。紋章には平和を表す白地の下に海・信念・若さを表すターコイズブルーの帯を配し、白地の中央に調和、知恵、忍耐、力を意味する三頭のオレンジ色（金色）のイルカが巴状に描かれている。

?縦横比2:3の別タイプ

## アンギラ共和国の旗
この旗はアンギラの3番目の旗である。イギリスの植民地だったアンギラはかつて独自の旗を持たず、1967年にセントクリストファー島（セントキッツ島）、ネイビス島とともにイギリス自治領セントキッツ・ネイビス・アンギラとなったが、セントクリストファー島の自治領政府に対して反乱を起こし独立を宣言した後、アンギラ共和国最初の国旗を制定した。これは赤い旗の中央に青い円がありその中に二人の人魚と間に貝を配し、その上下に黄色い字で「REPUBLIC OF ANGUILLA」（アンギラ共和国）と書いたものだった。この旗には、国名を書かなかったり赤の代わりに紫を使うなど様々な派生形もある。
しかしこの旗は不評であり、新たに Arline and Marvin Oberman のデザインにより、白地の旗で下部に青い水平の帯を置き、上の中央に三頭の金色のイルカをあしらった二番目の国旗が制定された。これは現在でも島の各地に見られるほか、現在のアンギラの紋章にも使われている。
アンギラ共和国は1969年に鎮圧され、セントキッツ・ネイビス・アンギラに復帰した。しかし1971年にイギリスの管理下に移され、1976年には改めて自治領となり1980年に正式にセントキッツ・ネイビス（後のセントクリストファー・ネイビス）から分離した。
アンギラ独自の旗が必要と考えた総督は、1969年以後も広く使われているイルカの旗をもとに新たな案を描きロンドンに送り、これが承認され1990年に正式な旗となっている。

?アンギラ共和国の国旗（1967年）
?アンギラ共和国の国旗（1967年 - 1969年）、縦横比 3:5（1:2のものもある）